# Brewer’s Dictionary of Phrase and Fable
Das Brewer’s Dictionary of Phrase and Fable, das oft einfach als Brewer’s abgekürzt wird, ist ein englischsprachiges Nachschlagewerk mit Definitionen und Erklärungen zu vielen berühmten, historischen oder mythischen Ausdrücken. Es wurde erstmals 1870 von dem britischen Lexikographen und Autor  Reverend Ebenezer Cobham Brewer (1810–1897) veröffentlicht. 

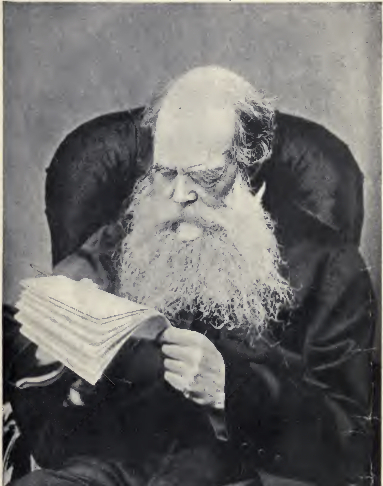
E. Cobham Brewer

 Das Wörterbuch richtete sich an die wachsende Zahl von Menschen, die keine Universitätsausbildung hatten, aber den Ursprung von Redewendungen und historischen oder literarischen Anspielungen verstehen wollten. Der Teil Phrase des Titels bezieht sich hauptsächlich auf die Erklärung verschiedener Redewendungen und Sprichwörter, während der Teil Fable eher als „Folklore“ bezeichnet werden könnte und von der klassischen Mythologie bis zur relativ jungen Literatur reicht. Darüber hinaus fügte Brewer Anmerkungen zu wichtigen historischen Persönlichkeiten und Ereignissen sowie zu anderen Dingen hinzu. Das Wörterbuch wird für seinen Witz und seine Weisheit geschätzt wird und führt den Leser durch seine charakteristische Mischung aus Sprache, Kultur, Mythen und Legenden. Das Buch wird derzeit bereits in der 20. Auflage gehandelt (2018), herausgegeben von Susie Dent. Es gibt inzwischen auch ein Brewer’s Dictionary of Modern Phrase & Fable und ein Brewer’s Politics: A Phrase and Fable Dictionary (hrsg. v. Nicholas Comfort) usw.

## Beispiel
„Abderi′tan. A native of Abdēra, a maritime city of Thrace. The Abderītans were proverbial for stupidity, hence the phrase, "You have no more mind than an Abderite." Yet the city gave birth to some of the wisest men of Greece: as Democrītos (the laughing philosopher), Protagōras (the great sophist), Anaxarchos (the philosopher and friend of Alexander), Hecatæos (the historian), etc. / in deutscher Übersetzung: Abderit. Ein Einwohner von Abdera, einer Seestadt in Thrakien. Die Abderiten waren sprichwörtlich für ihre Dummheit bekannt, daher die Redewendung: "Du hast nicht mehr Verstand als ein Abderit". Dennoch brachte die Stadt einige der weisesten Männer Griechenlands hervor: wie Demokrit (den lachenden Philosophen), Protagoras (den großen Sophisten), Anaxarch (den Philosophen und Freund Alexanders), Hekataios (den Historiker), usw.“